# 酵素誘導剤
酵素誘導剤（こうそゆうどうざい、英: Enzyme_inducer）とは、酵素誘導（酵素の代謝活性の増大）を起こす物質のことである。 
薬剤は、酵素に結合して活性化するか、または酵素をコードする遺伝子の発現を増加させることのいずれかによって、活性を増大させる。これは酵素抑制とは反対の作用である。 
酵素阻害剤とは逆の性質を持つが、作用機序はまったく異なる。酵素阻害は酵素の分子的修飾によるが、酵素誘導は主に遺伝子発現レベルの調節により起きる現象だからである。 